# Championnat du monde de badminton par équipes masculines 1949
Navigation
Singapour 1952
La 1re édition du championnat du monde de badminton par équipes masculines, appelé également Thomas Cup, a eu lieu en février 1949 en Grande-Bretagne.
Le tournoi était initialement prévu pour 1941-1942 (les saisons de badminton dans l'hémisphère nord s'étendaient traditionnellement de l'automne d'une année civile au printemps de l'année suivante), mais il a été retardé lorsque la Seconde Guerre mondiale a éclaté sur tous les continents. Le rêve de Sir George s'est finalement réalisé en 1948-1949, lorsque dix équipes nationales ont participé à la première compétition de la Thomas Cup.

## Format de la compétition
10 nations participent à cette première édition de la Thomas Cup. Après des phases de qualifications régionales disputées localement, un tournoi final joué en Grande-Bretagne à Glasgow et Preston en février 1949 attribue le titre.
Chaque rencontre se joue en 9 matches : 5 simples et 4 doubles.

## Pays participants
| Zone      | Pays                                            |
| --------- | ----------------------------------------------- |
| Pacifique | Fédération de Malaisie                          |
| Europe    | Angleterre Danemark Écosse France Irlande Suède |
| Amériques | Canada États-Unis Inde                          |

## Qualifications

### Zone Pacifique
La fédération de Malaisie est le seul représentant de la zone Pacifique. Elle est directement qualifiée pour le tournoi final.

### Zone Europe

#### Tableau
|  | Quarts de finale                | Quarts de finale                |                                  |   | Demi-finales           | Demi-finales           |  |  | Finale                             | Finale                             |
|  | Quarts de finale                | Quarts de finale                |                                  |   | Demi-finales           | Demi-finales           |  |  | Finale                             | Finale                             |
|  |                                 |                                 |                                  |   |                        |                        |  |  |                                    |                                    |
|  | 3 et 4 décembre 1948, Leicester | 3 et 4 décembre 1948, Leicester |                                  |   | 5 janvier 1949, Ilford | 5 janvier 1949, Ilford |  |  | 20 et 21 janvier 1949 , Copenhague | 20 et 21 janvier 1949 , Copenhague |
|  | 3 et 4 décembre 1948, Leicester | 3 et 4 décembre 1948, Leicester |                                  |   | 5 janvier 1949, Ilford | 5 janvier 1949, Ilford |  |  | 20 et 21 janvier 1949 , Copenhague | 20 et 21 janvier 1949 , Copenhague |
|  | Angleterre                      | 8                               |                                  |   | 5 janvier 1949, Ilford | 5 janvier 1949, Ilford |  |  | 20 et 21 janvier 1949 , Copenhague | 20 et 21 janvier 1949 , Copenhague |
|  | Angleterre                      | 8                               |                                  |   | 5 janvier 1949, Ilford | 5 janvier 1949, Ilford |  |  | 20 et 21 janvier 1949 , Copenhague | 20 et 21 janvier 1949 , Copenhague |
|  | Écosse                          | 1                               |                                  |   | 5 janvier 1949, Ilford | 5 janvier 1949, Ilford |  |  | 20 et 21 janvier 1949 , Copenhague | 20 et 21 janvier 1949 , Copenhague |
|  | Écosse                          | 1                               | Angleterre                       | 9 |                        |                        |  |  | 20 et 21 janvier 1949 , Copenhague | 20 et 21 janvier 1949 , Copenhague |
|  |                                 |                                 | Angleterre                       | 9 |                        |                        |  |  | 20 et 21 janvier 1949 , Copenhague | 20 et 21 janvier 1949 , Copenhague |
|  |                                 | France                          | 0                                |   |                        |                        |  |  | 20 et 21 janvier 1949 , Copenhague | 20 et 21 janvier 1949 , Copenhague |
|  | France                          | France                          | 0                                |   |                        |                        |  |  | 20 et 21 janvier 1949 , Copenhague | 20 et 21 janvier 1949 , Copenhague |
|  |                                 |                                 |                                  |   |                        |                        |  |  | 20 et 21 janvier 1949 , Copenhague | 20 et 21 janvier 1949 , Copenhague |
|  | vacant                          |                                 |                                  |   |                        |                        |  |  | 20 et 21 janvier 1949 , Copenhague | 20 et 21 janvier 1949 , Copenhague |
|  | Angleterre                      | 0                               |                                  |   |                        |                        |  |  |                                    |                                    |
|  | Angleterre                      | 0                               | 2 et 3 novembre 1948, Copenhague |   |                        |                        |  |  |                                    |                                    |
|  |                                 | Danemark                        | 9                                |   |                        |                        |  |  |                                    |                                    |
|  | Danemark                        | Danemark                        | 9                                | 9 |                        |                        |  |  |                                    |                                    |
|  | Danemark                        |                                 |                                  | 9 |                        |                        |  |  |                                    |                                    |
|  | Irlande                         | 0                               |                                  |   |                        |                        |  |  |                                    |                                    |
|  | Irlande                         | 0                               | Danemark                         | 9 |                        |                        |  |  |                                    |                                    |
|  |                                 |                                 | Danemark                         | 9 |                        |                        |  |  |                                    |                                    |
|  |                                 | Suède                           | 0                                |   |                        |                        |  |  |                                    |                                    |
|  | Suède                           | Suède                           | 0                                |   |                        |                        |  |  |                                    |                                    |
|  |                                 |                                 |                                  |   |                        |                        |  |  |                                    |                                    |
|  | vacant                          |                                 |                                  |   |                        |                        |  |  |                                    |                                    |
|  |                                 |                                 |                                  |   |                        |                        |  |  |                                    |                                    |

#### Matches
| 3 et 4 décembre 1948 | Angleterre                        | 8 - 1 | Écosse                          | Score              |
| -------------------- | --------------------------------- | ----- | ------------------------------- | ------------------ |
| SH                   | Noel B. Radford                   | 1-0   | Murdo MacLean                   | 15-9, 15-7         |
| SH                   | Harold Marsland                   | 1-0   | James B. Leslie                 | 15-4, 15-10        |
| DH                   | Harold Marsland / Warwick Shute   | 1-0   | Murdo MacLean / David Bloomer   | 15-6, 15-4         |
| DH                   | Ralph Nichols / Kenneth L. Wilson | 1-0   | Edward W. Wilson / James Mackay | 15-3, 15-11        |
| SH                   | Noel B. Radford                   | 1-0   | James B. Leslie                 | 15-4, 15-6         |
| SH                   | Harold Marsland                   | 1-0   | Murdo MacLean                   | 15-8, 17-16        |
| SH                   | Tom Wingfield                     | 0-1   | Alistair McIntyre               | 18-13, 7-15, 16-17 |
| DH                   | Harold Marsland / Warwick Shute   | 1-0   | Edward W. Wilson / James Mackay | 15-4, 15-11        |
| DH                   | Ralph Nichols / Kenneth L. Wilson | 1-0   | Murdo MacLean / David Bloomer   | 15-7, 12-15, 15-0  |

| 2 et 3 novembre 1948 | Danemark                         | 9 - 0 | Irlande                      | Score        |
| -------------------- | -------------------------------- | ----- | ---------------------------- | ------------ |
| SH                   | Jørn Skaarup                     | 1-0   | Frank Peard                  | 15-3, 15-2   |
| SH                   | Poul Holm                        | 1-0   | Jim FitzGibbon               | 15-4, 15-1   |
| DH                   | Poul Holm / Erik Friis           | 1-0   | Dennis B. Green / Tod Majury | 15-6, 15-7   |
| DH                   | Jørn Skaarup / Preben Dabelsteen | 1-0   | James Rankin / Thomas Boyle  | 15-6, 15-7   |
| SH                   | Poul Holm                        | 1-0   | Frank Peard                  | 15-4, 15-1   |
| SH                   | Jørn Skaarup                     | 1-0   | Jim FitzGibbon               | 15-10, 15-5  |
| SH                   | Knud Christensen                 | 1-0   | Dennis B. Green              | 15-6, 15-8   |
| DH                   | Jørn Skaarup / Preben Dabelsteen | 1-0   | Dennis B. Green / Tod Majury | 15-12, 15-12 |
| DH                   | Poul Holm / Erik Friis           | 1-0   | James Rankin / Thomas Boyle  | 18-15, 15-9  |

| 5 janvier 1949 | Angleterre                          | 9 - 0 | France                           | Score      |
| -------------- | ----------------------------------- | ----- | -------------------------------- | ---------- |
| SH             | Noel B. Radford                     | 1-0   | Yves Baudoin                     | 15-0, 15-0 |
| SH             | Harold Marsland                     | 1-0   | Henri Pellizza                   | 15-7, 15-4 |
| DH             | Harold Marsland / Warwick Shute     | 1-0   | Michel Marret / Michel Le Renard | 15-1, 15-0 |
| DH             | Noel B. Radford / Kenneth L. Wilson | 1-0   | Michel Marret / Michel Le Renard | 15-2, 15-3 |
| SH             | Noel B. Radford                     | 1-0   | Henri Pellizza                   | 15-4, 15-0 |
| SH             | Harold Marsland                     | 1-0   | Yves Baudoin                     | 15-2, 15-5 |
| SH             | Tom Wingfield                       | 1-0   | Emile Maillot                    | 15-3, 15-3 |
| DH             | Harold Marsland / Warwick Shute     | 1-0   | Yves Baudoin / Henri Pellizza    | 15-3, 15-7 |
| DH             | Noel B. Radford / Kenneth L. Wilson | 1-0   | Yves Baudoin / Henri Pellizza    | 15-2, 15-8 |

| 20 et 21 janvier 1949 | Angleterre                        | 0 - 9 | Danemark                         | Score             |
| --------------------- | --------------------------------- | ----- | -------------------------------- | ----------------- |
| SH                    | Noel B. Radford                   | 0-1   | Jørn Skaarup                     | 0-15,4 -15        |
| SH                    | Harold Marsland                   | 0-1   | Mogens Felsby                    | 8-15, 0-15        |
| DH                    | Harold Marsland / Warwick Shute   | 0-1   | Børge Frederiksen / Ib Olesen    | 9-15, 4-15        |
| DH                    | Ralph Nichols / Kenneth L. Wilson | 0-1   | Jørn Skaarup / Preben Dabelsteen | 1-15, 6-15        |
| SH                    | Noel B. Radford                   | 0-1   | Mogens Felsby                    | 6-15, 5-15        |
| SH                    | Harold Marsland                   | 0-1   | Jørn Skaarup                     | 2-15, 0-15        |
| SH                    | Tom Wingfield                     | 0-1   | Knud Christensen                 | 5-15, 8-15        |
| DH                    | Harold Marsland / Warwick Shute   | 0-1   | Jørn Skaarup / Preben Dabelsteen | 17-15, 5-15, 8-15 |
| DH                    | Ralph Nichols / Kenneth L. Wilson | 0-1   | Børge Frederiksen / Ib Olesen    | 4-15, 5-15        |

### Zone Amériques

#### Tableau
|  | Demi-finales                  | Demi-finales                  |        |   | Finale                           | Finale                           |
|  | Demi-finales                  | Demi-finales                  |        |   | Finale                           | Finale                           |
|  |                               |                               |        |   |                                  |                                  |
|  | 3 et 4 décembre 1948, Toronto | 3 et 4 décembre 1948, Toronto |        |   | 11 et 12 décembre 1948, Pasadena | 11 et 12 décembre 1948, Pasadena |
|  | 3 et 4 décembre 1948, Toronto | 3 et 4 décembre 1948, Toronto |        |   | 11 et 12 décembre 1948, Pasadena | 11 et 12 décembre 1948, Pasadena |
|  | Canada                        | 7                             |        |   | 11 et 12 décembre 1948, Pasadena | 11 et 12 décembre 1948, Pasadena |
|  | Canada                        | 7                             |        |   | 11 et 12 décembre 1948, Pasadena | 11 et 12 décembre 1948, Pasadena |
|  | Inde                          | 2                             |        |   | 11 et 12 décembre 1948, Pasadena | 11 et 12 décembre 1948, Pasadena |
|  | Inde                          | 2                             | Canada | 1 |                                  |                                  |
|  |                               |                               | Canada | 1 |                                  |                                  |
|  |                               | États-Unis                    | 8      |   |                                  |                                  |
|  | États-Unis                    | États-Unis                    | 8      |   |                                  |                                  |
|  |                               |                               |        |   |                                  |                                  |
|  | vacant                        |                               |        |   |                                  |                                  |
|  |                               |                               |        |   |                                  |                                  |

#### Matches
| 3 et 4 décembre 1948 | Canada                            | 7 - 2 | Inde                             | Score              |
| -------------------- | --------------------------------- | ----- | -------------------------------- | ------------------ |
| SH                   | John Samis                        | 1-0   | George L. Lewis                  | 15-9, 15-10        |
| SH                   | Dick E. Birch                     | 0-1   | Devinder Mohan                   | 15-9, 7-15, 14-17  |
| DH                   | Dick E. Birch / Gordon C. Simpson | 1-0   | George L. Lewis / Devinder Mohan | 15-13, 5-15, 15-10 |
| DH                   | Ted Pollock / Roy G. Smith        | 1-0   | Bala V. Ullal / Dattu Mugwe      | 15-7, 15-9         |
| SH                   | John Samis                        | 1-0   | Devinder Mohan                   | 4-15, 15-7, 15-10  |
| SH                   | Dick E. Birch                     | 1-0   | George L. Lewis                  | 15-4, 17-14        |
| SH                   | Darryl Thompson                   | 1-0   | Henry Ferreira                   | 5-15, 15-12, 15-7  |
| DH                   | Dick E. Birch / Gordon C. Simpson | 1-0   | Bala V. Ullal / Dattu Mugwe      | 5-15, 18-16, 15-5  |
| DH                   | Ted Pollock / Roy G. Smith        | 0-1   | George L. Lewis / Devinder Mohan | 9-15, 18-16, 10-15 |

| 11 et 12 décembre 1948 | Canada                            | 1 - 8 | États-Unis                      | Score             |
| ---------------------- | --------------------------------- | ----- | ------------------------------- | ----------------- |
| SH                     | John Samis                        | 0-1   | Marten Mendez                   | 6-15, 10-15       |
| SH                     | Dick E. Birch                     | 0-1   | David G. Freeman                | 4-15, 3-15        |
| DH                     | Dick E. Birch / Gordon C. Simpson | 0-1   | Clinton Stephens / Bob Williams | 8-15, 8-15        |
| DH                     | Ted Pollock / Roy G. Smith        | 0-1   | David G. Freeman / Wynn Rogers  | 17-14, 4-15, 9-15 |
| SH                     | John Samis                        | 0-1   | David G. Freeman                | 1-15, 5-15        |
| SH                     | Dick E. Birch                     | 0-1   | Marten Mendez                   | 18-17, 6-15, 4-15 |
| SH                     | Darryl Thompson                   | 0-1   | Carl Loveday                    | 9-15, 7-15        |
| DH                     | Dick E. Birch / Gordon C. Simpson | 1-0   | David G. Freeman / Wynn Rogers  | 15-10, 15-8       |
| DH                     | Ted Pollock / Roy G. Smith        | 0-1   | Clinton Stephens / Bob Williams | 8-15, 6-15        |

## Tournoi final

### Tableau
|  | Demi-finales                   | Demi-finales                   |                        |   | Finale                         | Finale                         |
|  | Demi-finales                   | Demi-finales                   |                        |   | Finale                         | Finale                         |
|  |                                |                                |                        |   |                                |                                |
|  | 22 et 23 février 1949, Glasgow | 22 et 23 février 1949, Glasgow |                        |   | 25 et 26 février 1949, Preston | 25 et 26 février 1949, Preston |
|  | 22 et 23 février 1949, Glasgow | 22 et 23 février 1949, Glasgow |                        |   | 25 et 26 février 1949, Preston | 25 et 26 février 1949, Preston |
|  | Fédération de Malaisie         | 6                              |                        |   | 25 et 26 février 1949, Preston | 25 et 26 février 1949, Preston |
|  | Fédération de Malaisie         | 6                              |                        |   | 25 et 26 février 1949, Preston | 25 et 26 février 1949, Preston |
|  | États-Unis                     | 3                              |                        |   | 25 et 26 février 1949, Preston | 25 et 26 février 1949, Preston |
|  | États-Unis                     | 3                              | Fédération de Malaisie | 8 |                                |                                |
|  |                                |                                | Fédération de Malaisie | 8 |                                |                                |
|  |                                | Danemark                       | 1                      |   |                                |                                |
|  | Danemark                       | Danemark                       | 1                      |   |                                |                                |
|  |                                |                                |                        |   |                                |                                |
|  | vacant                         |                                |                        |   |                                |                                |
|  |                                |                                |                        |   |                                |                                |

### Matches

#### Demi-finale
| 22 et 23 février 1949 | Fédération de Malaisie          | 6 - 3 | États-Unis                      | Score               |
| --------------------- | ------------------------------- | ----- | ------------------------------- | ------------------- |
| SH                    | Wong Peng Soon                  | 1-0   | Marten Mendez                   | 15-11, 11-15, 15-10 |
| SH                    | Ooi Teik Hock                   | 0-1   | David G. Freeman                | 10-15, 15-10, 4-15  |
| DH                    | Chan Kon Leong / Yeoh Teck Chye | 1-0   | Clinton Stephens / Bob Williams | 15-7, 15-11         |
| DH                    | Ooi Teik Hock / Teoh Seng Khoon | 1-0   | David G. Freeman / Wynn Rogers  | 15-8, 7-15, 15-8    |
| SH                    | Wong Peng Soon                  | 0-1   | David G. Freeman                | 4-15, 1-15          |
| SH                    | Ooi Teik Hock                   | 1-0   | Marten Mendez                   | 15-11, 16-17, 15-10 |
| SH                    | Law Teik Hock                   | 0-1   | Carl Loveday                    | 12-15, 5-15         |
| DH                    | Chan Kon Leong / Yeoh Teck Chye | 1-0   | David G. Freeman / Wynn Rogers  | 15-9, 15-7          |
| DH                    | Ooi Teik Hock / Teoh Seng Khoon | 1-0   | Clinton Stephens / Bob Williams | 9-15, 17-16, 15-11  |

#### Finale
| 25 et 26 février 1949 | Fédération de Malaisie          | 8 - 1 | Danemark                         | Score              |
| --------------------- | ------------------------------- | ----- | -------------------------------- | ------------------ |
| SH                    | Law Teik Hock                   | 1-0   | Jørn Skaarup                     | 15-5, 15-0         |
| SH                    | Ooi Teik Hock                   | 1-0   | Mogens Felsby                    | 15-9, 15-2         |
| DH                    | Chan Kon Leong / Yeoh Teck Chye | 1-0   | Poul Holm / Ib Olesen            | 15-4, 15-6         |
| DH                    | Ooi Teik Hock / Teoh Seng Khoon | 1-0   | Jørn Skaarup / Preben Dabelsteen | 15-11, 15-10       |
| SH                    | Law Teik Hock                   | 0-1   | Mogens Felsby                    | 11-15, 1-15        |
| SH                    | Ooi Teik Hock                   | 1-0   | Jørn Skaarup                     | 14-18, 15-13, 15-9 |
| SH                    | Ong Poh Lim                     | 1-0   | Poul Holm                        | 17-14, 15-8        |
| DH                    | Chan Kon Leong / Yeoh Teck Chye | 1-0   | Jørn Skaarup / Preben Dabelsteen | 15-2, 15-4         |
| DH                    | Ooi Teik Hock / Teoh Seng Khoon | 1-0   | Poul Holm / Ib Olesen            | 15-6, 15-7         |